# Hermippe
Hermippe (Jupiter XXX, S/2001 J3) är en av Jupiters mindre yttre månar. Den upptäcktes den 9 december 2001 av en grupp astronomer vid University of Hawaii under ledning av Scott S. Sheppard. Den fick först den tillfälliga beteckningen S/2001 J3 och uppkallades senare efter Hermippe som älskades av Zeus i den grekiska mytologin.

## Omloppsbanans egenskaper
Hermippe kretsar kring Jupiter på ett medelavstånd av 21 182 000 kilometer, på 633 dagar, 21 timmar och 36 minuter. Banans excentricitet är 0,2096 med en lutning på 150,725° i förhållande till Jupiters ekvatorialplan. Den roterar kring Jupiter i en retrograd bana dvs. månen rör sig åt motsatt håll i förhållande till planetens rotation. På grund av dess banegenskaper tillhör den Ananke-gruppen.

## Fysiska egenskaper
Hermippe har en genomsnittlig diameter på 4 km och densiteten är uppskattad till 2 600 kg/m3 vilket kan tyda på att den är uppbyggd av silikater och fruset vatten. Den har en mörk yta med en albedo på 0,04 vilket betyder att enbart 4 % av solljuset som träffar den reflekteras. Den skenbara magnituden är 22,1.